# 사이아노젠
사이아노젠(Cyanogen) 또는 시아노겐은 두 사이안화기(CN)가 결합된 유사 할로젠(pseudohalogen)이다. 핼리 혜성의 꼬리에서 발견되어 1910년 당시 세계인에게 많은 공포를 안기기도 했다.